# 라스트 타이쿤
《라스트 타이쿤》(The Last Tycoon)은 미국에서 제작된 엘리아 카잔 감독의 1976년 영화이다. F. 스콧 피츠제럴드의 동명의 미완성 소설을 각색한 작품이다. 로버트 드 니로 등이 주연으로 출연하였고 샘 스피겔 등이 제작에 참여하였다.

## 출연

### 주연
- 로버트 드 니로

### 조연
- 토니 커티스
- 로버트 미첨
- 잔느 모로
- 잭 니콜슨
- 도널드 플레젠스
- 레이 밀렌드
- 데이나 앤드루스
- 잉그리드 볼팅
- 피터 스트라우스
- 테레사 러셀

## 기타
- 원작자: F. 스콧 피츠제럴드
- 미술: 진 캘러핸
- 미술: 잭 T. 콜리스
- 의상: 안나 힐 존스톤
- 의상: 앤시아 실버트